# Quốc lộ 7B
Quốc lộ 7B là một tuyến quốc lộ nằm trong địa phận tỉnh Nghệ An, nối giữa xã Diễn Kỷ, huyện Diễn Châu với thị trấn Dùng, huyện Thanh Chương.

## Lộ trình
Tuyến Quốc lộ 7B có tổng chiều dài là 44,9 km (không bao gồm đoạn trùng với tuyến Quốc lộ 7). Quốc lộ 7B là một trong số các tuyến đường huyết mạch nối Quốc lộ 1A với khu vực phía Tây tỉnh Nghệ An. Điểm đầu của Quốc lộ 7B giao cắt với Quốc lộ 1 thuộc xã Diễn Kỷ, huyện Diễn Châu, điểm cuối giao cắt với Quốc lộ 46B thuộc thị trấn Dùng, huyện Thanh Chương.

## Lịch sử
Ngày 8 tháng 4 năm 2016, Bộ Giao thông Vận tải ban hành Quyết định về việc nâng tuyến đường tỉnh 538 lên thành Quốc lộ 7B.